# Huka
Genre
Huka est un genre d'araignées aranéomorphes de la famille des Agelenidae.

## Distribution
Les espèces de ce genre sont endémiques de Nouvelle-Zélande.

## Liste des espèces
Selon World Spider Catalog (version 17.0, 02/06/2016) :
- Huka alba Forster & Wilton, 1973
- Huka lobata Forster & Wilton, 1973
- Huka minima Forster & Wilton, 1973
- Huka minuta Forster & Wilton, 1973
- Huka pallida Forster & Wilton, 1973

## Publication originale
- Forster & Wilton, 1973 : The spiders of New Zealand. Part IV. Otago Museum Bulletin, vol. 4, p. 1-309.